# Burgstall (Münchner Residenz)
Auf dem Gelände der Münchner Residenz lag im Mittelalter ein Burgstall.

## Lage
Der Burgstall lag im Nordosten der Münchner Altstadt zwischen der Neuveste, der Häuserzeile an der Vorderen Schwabinger Gasse (später: Residenzstraße) und dem Franziskanerkloster (an der Stelle des späteren Nationaltheaters). Über die räumliche Ausdehnung oder andere bauliche Details liegen keine Überlieferungen vor.

## Geschichte
Urkundlich erwähnt wurde der Burgstall erstmals 1336. In dem Dokument wird ein Stadel „auf dem purchstal“ erwähnt. Damals war die ursprünglich dort stehende Burg also bereits abgegangen. 1363 wurden sechs Bürger zur Aufsicht über den Abbruch des Burgstalls eingesetzt. Es hat also noch Mauern oder Mauerreste gegeben, die abgetragen wurden. Das könnte im Zusammenhang mit der Planung oder dem Baubeginn der Neuveste erfolgt sein. Auf oder an dem Burgstall wird auch später noch wiederholt als Lagebezeichnung für Häuser erwähnt, unter anderem auch 1453 als „bei der neuen vest an dem purckstal“. Die letzte Erwähnung erfolgte 1462.
Über Entstehung und Abgang der ursprünglichen Burg sind keine Informationen überliefert. Auch wem die Burg ursprünglich gehörte, ist nicht bekannt. Bei Grabungen wurden 1960 im Bereich des Apothekenhofs backsteinerne Grundmauern eines Turms aus dem 12. Jahrhundert entdeckt. Der ehemalige Adelssitz könnte Heinrich dem Löwen gehört haben. Er könnte aber auch im Besitz der Herren von Schwabing oder von Bogenhausen gewesen sein, die Ministeriale im Dienst des Hochstifts Freising waren.